# Путьково (Псковська область)
Путьково (рос. Путьково) — присілок в Гдовському районі Псковської області Російської Федерації.
Населення становить 18 осіб. Входить до складу муніципального утворення Самолвовська волость.

## Історія
Від 2005 року входить до складу муніципального утворення Самолвовська волость.

## Населення
| 2001 | 2002 | 2010 |
| ---- | ---- | ---- |
| 36   | ↘23  | ↘18  |